# 식충목

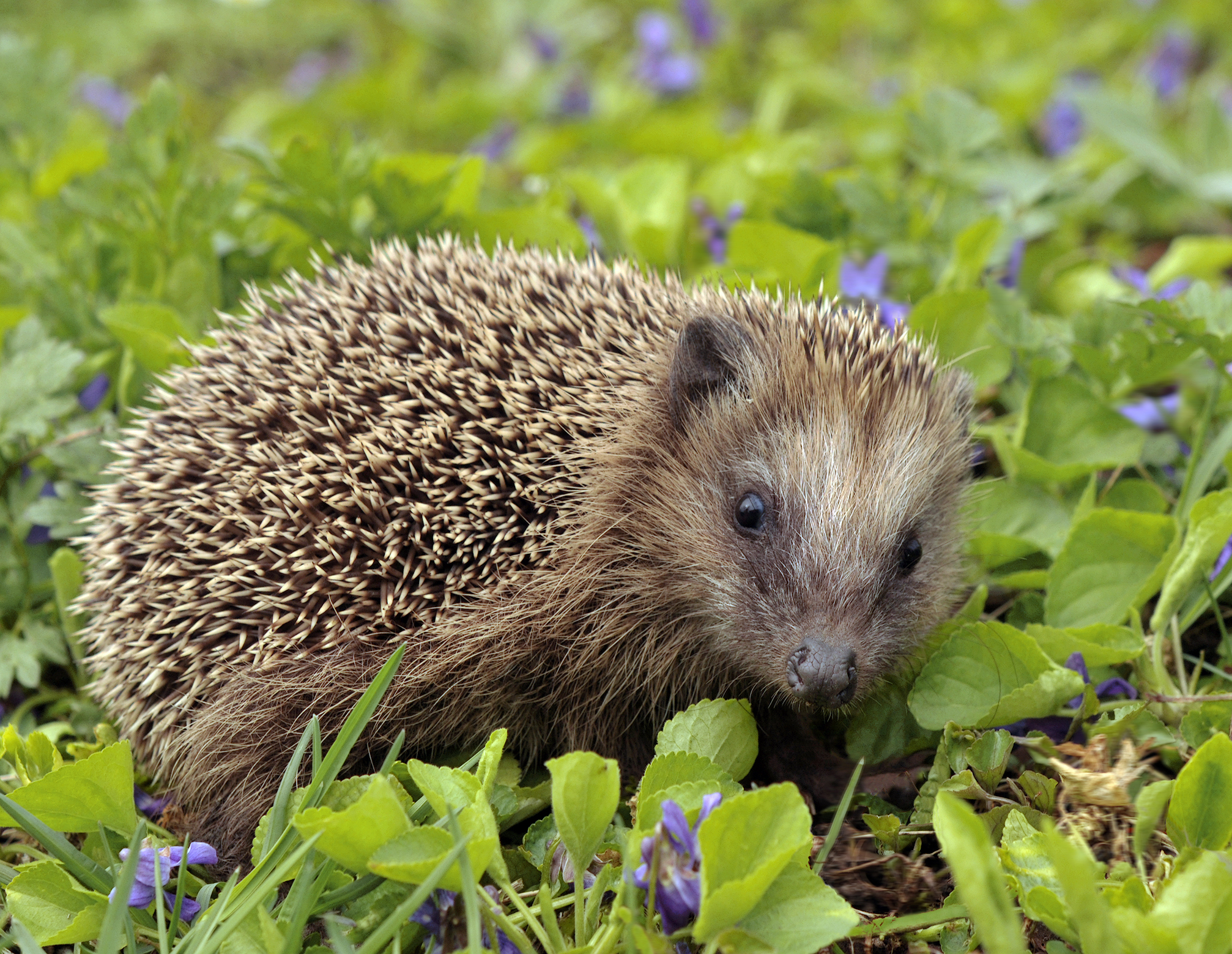

식충목(食蟲目)은 포유강에 속했던, 지금은 유효하지 않은 분류군이다. 과거엔 작은 식충동물 가운데 따로 분류되지 않은 종들을 묶던 분류군이었으나, 분류학의 발달에 따라 하나의 분기군으로 받아들일 수 없다는 것이 밝혀졌다.

## 역사
이에 따라 많은 변화가 가해졌다. 날원숭이, 도약땃쥐, 청서번티기가 각각에 해당하는 화석군과 함께 독자적인 목으로 분리되었다. 나머지 식충목에 남은 과들은 한동안 ‘Lipotyphla’로 다시 분류되었다. 뒷날 분자 분석에 의해 텐렉과 황금두더지가 아프리카땃쥐목으로 따로 구분되어야 한다는 사실이 밝혀지자, 나머지는 ‘진무맹장목’(Eulipotyphla)으로 분류되었다. 나중엔 고슴도치과조차 나머지 분류군(두더지과·땃쥐과·솔레노돈과·서인도땃쥐과)와 분리되어야 할 증거까지 발견되었다. 그래서 식충목은 현재 고슴도치목과 땃쥐목이 대체하고 있었다. 그러나 최근에 연구에서는 땃쥐과 동물이 땃쥐목에 속하는 다른 과보다 고슴도치과에 공통조상이 더 가까워, 땃쥐목은 측계통군이라는 것이 밝혀졌다.결국 다시 진무맹장목으로 돌아갔다.

## 특징
비교적 원시적인 포유류로서 손과 발에 다섯 개의 발가락과 발톱이 있으며, 코끝이 길고 어금니가 매우 날카로워 곤충이나 작은 동물을 잡아먹도록 적응되어 있다. 대뇌가 작고, 표면에 도랑이 없다. 지능은 낮지만 후각이나 청각이 매우 발달되어 있다. 위에서 말한 바와 같이 고슴도치·두더지·땃쥐·뒤쥐.땅돼지 등의 374종이 알려져 있다.

## 하위 분류
- 고슴도치과
- 땃쥐과
- 두더지과
- 솔레노돈과
- 땅돼지과
- 금빛두더지과
- 텐렉과
- 도약땃쥐과
- 나무두더지과
- 날원숭이과

현재 사용하는 분류에서는 금빛두더지과와 텐렉과는 아프리카땃쥐목 (Afrosoricida)을 이루고,고슴도치과, 땃쥐과, 두더지과, 솔레노돈과는 진무맹장목(Eulipotyphla)을 이루며, 다른 과는 독자적인 목을 이룬다.